# Wilberto Cosme
Wilberto Cosme Mosquera (Padilla, Cauca, Colombia; 22 de julio de 1984) es un exfutbolista colombiano. Jugaba de delantero.

## Trayectoria

### Bogotá FC
Wilberto Cosme empezó su carrera como futbolista en Bogotá Fútbol Club en el 2005, donde jugó los dos torneos de la temporada. En este equipo jugaría también el torneo finalización del 2006, los dos torneos del 2007, el torneo apertura 2008, la temporada completa de 2009 y el finalización 2010, siendo este el último año jugando con este equipo y marcando 70 goles. De esta manera, Cosme fue un destacado jugador de Bogotá F.C.

#### Estadísticas en Bogotá FC
| Competición          | Partidos | Goles | Promedio |
| -------------------- | -------- | ----- | -------- |
| Segunda División     | 131      | 70    | 0,53     |
| Copa Colombia        | 9        | 5     | 0,56     |
| Total en Bogotá F.C. | 140      | 75    | 0,54     |

### Real Cartagena
En el 2006 ingresó al Real Cartagena por una temporada.

### Huila
En el 2008 ingresó por una temporada al Atlético Huila, en el 2010 hizo parte de la Corporación Deportiva América, en el 2011 se formó en La Equidad marcando los dos goles de la victoria dando paso a la final y quedando subcampeón.

### La Equidad
Fue uno de los goleadores de la Copa Colombia 2011 con La Equidad haciendo 7 goles.

### Millonarios
En el 2012 firmó contrato con Millonarios. Tras un mal desempeño en el torneo apertura 2012, logra coronarse campeón con Millonarios del Torneo Finalización 2012 luego de 24 años sin conseguirlo; en dicho semestre se convierte en el goleador del equipo con 8 anotaciones en liga (además marcó el gol de la final frente al Independiente Medellín) y 4 en la Copa Sudamericana 2012. Como dato curioso, Wilberto anotó su gol 100 como profesional jugando para el equipo azul.

### Querétaro FC
Para la temporada 2013 es cedido a préstamo con opción de compra por un año al Querétaro Fútbol Club de México, equipo con el que descendió, pero hizo buena campaña despertando el interés de clubes como Pumas, Santos Laguna y Monarcas. Al final debido a la desaparición del San Luis, el club no descendió y Cosme continuó para jugar la temporada 2013/14 del fútbol mexicano. Durante sus primeros 2 partidos jugados de la temporada 2013/14 anotó 3 goles (1 por Copa MX y 2 por Liga MX) en 2 partidos.

### Real Garcilaso
El 13 de enero de 2016 sería oficializado como nuevo refuerzo del Real Garcilaso. Con el club incaíco jugó la Copa Sudamericana 2016 anotando 2 goles y el Campeonato Descentralizado 2016 anotando 12 goles.

### Deportivo Pasto
El 4 de enero de 2017 fue confirmado como refuerzo del Deportivo Pasto

## Clubes
| Club             | País     | Año         |
| ---------------- | -------- | ----------- |
| Bogotá F. C.     | Colombia | 2005        |
| Real Cartagena   | Colombia | 2006        |
| Bogotá F. C.     | Colombia | 2006 - 2008 |
| Atlético Huila   | Colombia | 2008        |
| Bogotá F. C.     | Colombia | 2009        |
| América de Cali  | Colombia | 2010        |
| Bogotá F. C.     | Colombia | 2010        |
| La Equidad       | Colombia | 2011        |
| Millonarios      | Colombia | 2012        |
| Querétaro        | México   | 2013        |
| Chiapas          | México   | 2014        |
| Puebla           | México   | 2014 - 2015 |
| Real Garcilaso   | Perú     | 2016        |
| Deportivo Pasto  | Colombia | 2017        |
| Cúcuta Deportivo | Colombia | 2018 - 2019 |

## Estadísticas
| Bogotá Fútbol Club · Colombia                                                                                              | 2ª            | 2005          | ?   | 17  | —  | —  | —  | — | ?   | 17  |
| Bogotá Fútbol Club · Colombia                                                                                              | 2ª            | 2006/08       | ?   | 22  | 5  | 3  | —  | — | ?   | 25  |
| Bogotá Fútbol Club · Colombia                                                                                              | 2ª            | 2009/10       | ?   | 31  | 4  | 2  | —  | — | ?   | 33  |
| Bogotá Fútbol Club · Colombia                                                                                              | Total club    | Total club    | 131 | 70  | 9  | 5  | 0  | 0 | 140 | 75  |
| Real Cartagena · Colombia                                                                                                  | 1ª            | 2006-l        | 12  | 1   | —  | —  | —  | — | 12  | 1   |
| Real Cartagena · Colombia                                                                                                  | Total club    | Total club    | 12  | 1   | 0  | 0  | 0  | 0 | 12  | 1   |
| Atlético Huila · Colombia                                                                                                  | 1ª            | 2008-ll       | 3   | 0   | 3  | 0  | —  | — | 6   | 0   |
| Atlético Huila · Colombia                                                                                                  | Total club    | Total club    | 3   | 0   | 3  | 0  | 0  | 0 | 6   | 0   |
| América de Cali · Colombia                                                                                                 | 1ª            | 2010-ll       | 8   | 0   | 2  | 1  | —  | — | 10  | 1   |
| América de Cali · Colombia                                                                                                 | Total club    | Total club    | 8   | 0   | 2  | 1  | 0  | 0 | 10  | 1   |
| La Equidad · Colombia | 1ª            | 2011          | 30  | 5   | 8  | 6  | 4  | 0 | 42  | 11  |
| La Equidad · Colombia | Total club    | Total club    | 30  | 5   | 8  | 6  | 4  | 0 | 42  | 11  |
| Millonarios · Colombia | 1ª            | 2012          | 28  | 10  | 7  | 1  | 9  | 4 | 44  | 15  |
| Millonarios · Colombia | Total club    | Total club    | 28  | 10  | 7  | 1  | 9  | 4 | 44  | 15  |
| Querétaro Fútbol Club · México                                                                                             | 1ª            | 2013          | 29  | 11  | 3  | 0  | —  | — | 32  | 11  |
| Querétaro Fútbol Club · México                                                                                             | Total club    | Total club    | 29  | 11  | 3  | 0  | 0  | 0 | 32  | 11  |
| Chiapas Fútbol Club · México                                                                                               | 1ª            | 2014          | 13  | 4   | 2  | 0  | —  | — | 15  | 4   |
| Chiapas Fútbol Club · México                                                                                               | Total club    | Total club    | 13  | 4   | 2  | 0  | 0  | 0 | 15  | 4   |
| Club Puebla · México | 1ª            | 2015          | 25  | 3   | 9  | 3  | —  | — | 34  | 6   |
| Club Puebla · México | Total club    | Total club    | 25  | 3   | 9  | 3  | 0  | 0 | 34  | 6   |
| Real Garcilaso · Perú | 1ª            | 2016          | 31  | 11  | 0  | 0  | 4  | 1 | 35  | 12  |
| Real Garcilaso · Perú | Total club    | Total club    | 31  | 11  | 0  | 0  | 4  | 1 | 35  | 12  |
| Deportivo Pasto · Colombia                                                                                                 | 1ª            | 2017          | 18  | 1   | 4  | 1  | —  | — | 22  | 2   |
| Deportivo Pasto · Colombia                                                                                                 | Total club    | Total club    | 18  | 1   | 4  | 1  | 0  | 0 | 22  | 2   |
| Cúcuta Deportivo · Colombia                                                                                                | 1ª            | 2018          | 15  | 4   | —  | —  | —  | — | 15  | 4   |
| Cúcuta Deportivo · Colombia                                                                                                | 1ª            | 2019          | 6   | 0   | 6  | 1  | —  | — | 12  | 1   |
| Cúcuta Deportivo · Colombia                                                                                                | Total club    | Total club    | 21  | 4   | 6  | 1  | 0  | 0 | 27  | 5   |
| Total carrera | Total carrera | Total carrera | 341 | 120 | 53 | 18 | 17 | 5 | 411 | 143 |
| (1) Incluye datos de la Copa Colombia. (2) Incluye datos de Copa Libertadores. (3) No incluye goles en partidos amistosos. |               |               |     |     |    |    |    |   |     |     |

## Palmarés

### Campeonatos nacionales
| Título              | Club             | País     | Año  |
| ------------------- | ---------------- | -------- | ---- |
| Torneo Finalización | Millonarios      | Colombia | 2012 |
| Copa México         | Puebla           | México   | 2015 |
| Primera B           | Cúcuta Deportivo | Colombia | 2018 |

### Distinciones individuales
| Título                                         | Club        | País     | Año                   |
| ---------------------------------------------- | ----------- | -------- | --------------------- |
| Goleador Histórico (80 goles) [cita requerida] | Bogotá F.C. | Colombia | 2005 (Récord vigente) |